# 신광양항역
신광양항역(Singwangyang Harbor station, 新光陽港驛)은 전라남도 광양시에 있는 신광양항선의 철도역이다. 광양항 서측 부두에 위치하며, 2010년 6월 24일 신광양항선의 개통에 따라 7월 8일 개설되었다. 화물을 취급한다.

## 연혁
- 2010년 6월 24일 : 신광양항선 개통으로 영업 개시[1]
- 2010년 7월 8일 : 실질적인 영업 개시